# 도시바에너지시스템즈&솔루션
도시바에너지시스템즈 & 솔루션즈 코퍼레이션(일본어: 東芝エネルギーシステムズ株式会社, Toshiba Energy Systems & Solutions Corporation)는 2017년 10월 1일에 도시바 계열 분사한 기업이다

## 사업소개
- 화력발전
- 원자력발전
  - 개량형 비등수로 원자로
  - 연구용 원자로
- 재생 에너지
  - 태양광 에너지
  - 풍력 에너지
- 수소 에너지
- 발전소 설계
- 중이온 치료 시스템
- 디지털 서비스

## 같이 보기
- 도쿄전력
- 주부 전력
- 서울대학교병원
- 연세대학교병원 세브란스병원